# Ty Lawson
Ty Lawson, właśc. Tywon Ronell Lawson (ur. 3 listopada 1987 w Clinton) – amerykański koszykarz występujący na pozycji rozgrywającego, obecnie zawodnik US Monastir.
Karierę rozpoczynał w 2006 na uniwersytecie Północnej Karoliny w Chapel Hill. Po trzech latach studiów zgłosił się do draftu NBA, w którym wybrano go z numerem 18 przez Minnesote Timberwolves. Tego samego dnia oddano go do Denver Nuggets. 15 sierpnia 2011 podpisał na czas lokautu umowę z Žalgirisem Kowno.

## Kariera
W 2006 wystąpił w trzech spotkaniach gwiazd amerykańskich szkół średnich – McDonald's All-American, Jordan Classic, Nike Hoop Summit. Został też wybrany najlepszym koszykarzem szkół średnich stanu Wirginia (Virginia Gatorade Player of the Year).
W 2006 Lawson zaczął naukę na uniwersytecie Północnej Karoliny. W 38 spotkaniach sezonu, zaliczał średnio 10,2 punktów na mecz oraz 5,6 asyst. Dzięki bardzo dobrym występom Lawsona, jak i całej drużyny Tar Heels, udało im się wygrać udział w Atlantic Coast Conference i ACC Tournament. Podczas drugiego sezonu notował 12,7 punktów i 5,3 asysty na mecz, choć wystąpił w mniejszej ilości spotkań, gdyż doznał zwichnięcia kostki. Pomimo kontuzji pomógł drużynie powtórzyć sukces z poprzedniego sezonu.
W 2008 odstąpił od udziału w Drafcie, aby pomóc swojej drużynie z Północnej Karoliny, wraz z Wayne'em Ellingtonem, Dannym Greenem oraz Tylerem Hansbroughem. Lawson został wybrany do pierwszego składu konferencji ACC oraz otrzymał nagrodę jej najlepszego zawodnika. W 2009 roku Lawson zdobył nagrodę im. Boba Cousy'ego.
Lawson został wyłoniony w pierwszej rundzie draftu w 2009 roku z numerem 18 przez Minnesote Timberwolves, jednak od razu oddano go do Denver Nuggets.
W trakcie lokautu NBA w 2011 roku był zawodnikiem Žalgirisu Kowno.
14 lipca 2015 około godziny 2:00 w nocy został zatrzymany na obszarze Hollywood, a następnie aresztowany za prowadzenie pojazdu pod wpływem alkoholu. Była to już druga tego typu sytuacja w ciągu roku. Został zwolniony za kaucją w wysokości 5000 dolarów. 20 lipca 2015 został wytransferowany do zespołu Houston Rockets. 1 marca 2016 został zwolniony przez Rockets.
7 marca 2016 podpisał kontrakt z klubem Indiana Pacers.
9 sierpnia 2017 został zawodnikiem chińskiego Shandong Golden Stars. 11 kwietnia 2018 podpisał umowę z końca sezonu z Washington Wizards. 23 grudnia zawarł kolejny w karierze kontrakt z Shandong Golden Stars.
2 listopada 2021 dołączył do tunezyjskiego US Monastir.

## Osiągnięcia

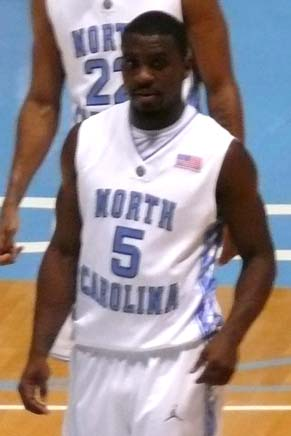
Lawson w barwach North Carolina Tar Heels (2008).

Stan na 3 listopada 2021, na podstawie, o ile nie zaznaczono inaczej.
NCAA
- Mistrz NCAA (2009)
- Uczestnik:
  - NCAA Final Four (2008, 2009)
  - rozgrywek Elite Eight turnieju NCAA (2007–2009)
- Mistrz:
  - turnieju konferencji (ACC – 2007, 2008)
  - sezonu regularnego ACC (2007–2009)
- Koszykarz Roku Konferencji Atlantic Coast (2009)[12]
- Laureat Bob Cousy Award (2009)[13]
- MVP turnieju Maui Invitational (2009)
- Zaliczony do:
  - I składu:
    - ACC (2009)
    - najlepszych pierwszorocznych zawodników ACC (2007)
    - turnieju:
      - ACC (2007)
      - NCAA Final Four (2009)[14]
      - Maui Invitational (2009)

  - II składu  All-American (2009)
  - składu All-ACC Honorable Mention (2008)

NBA
- Zaliczony do I składu letniej ligi NBA (2010)
- Zawodnik tygodnia konferencji zachodniej (5.03.2012, 4.03.2013)

## Statystyki w NBA
Na podstawie.

### Sezon regularny
| Sezon   | Drużyna    | M   | S5  | MPG  | FG%   | 3P%   | FT%   | RPG | APG | SPG | BPG | PPG  |
| ------- | ---------- | --- | --- | ---- | ----- | ----- | ----- | --- | --- | --- | --- | ---- |
| 2009/10 | Denver     | 65  | 8   | 20,3 | 51,5% | 41,0% | 75,7% | 1,9 | 3,1 | 0,7 | 0,0 | 8,3  |
| 2010/11 | Denver     | 80  | 31  | 26,3 | 50,3% | 40,4% | 76,4% | 2,6 | 4,7 | 1,0 | 0,1 | 11,7 |
| 2011/12 | Denver     | 61  | 61  | 34,8 | 48,8% | 36,5% | 82,4% | 3,7 | 6,6 | 1,3 | 0,1 | 16,4 |
| 2012/13 | Denver     | 73  | 71  | 34,4 | 46,1% | 36,6% | 75,6% | 2,7 | 6,9 | 1,5 | 0,1 | 16,7 |
| 2013/14 | Denver     | 62  | 61  | 35,8 | 43,1% | 35,6% | 79,8% | 3,5 | 8,8 | 1,6 | 0,2 | 17,6 |
| 2014/15 | Denver     | 75  | 75  | 35,5 | 43,6% | 34,1% | 73,0% | 3,1 | 9,6 | 1,2 | 0,1 | 15,2 |
| 2015/16 | Houston    | 53  | 12  | 22,2 | 38,7% | 33,0% | 70,0% | 1,7 | 3,4 | 0,8 | 0,1 | 5,8  |
| 2015/16 | Indiana    | 13  | 1   | 18,1 | 41,8% | 35,7% | 50,0% | 2,4 | 4,4 | 0,8 | 0,1 | 4,9  |
| 2016/17 | Sacramento | 69  | 24  | 25,1 | 45,4% | 28,8% | 79,7% | 2,6 | 4,8 | 1,1 | 0,1 | 9,9  |
| Razem   |            | 551 | 344 | 29,2 | 46,0% | 35,9% | 77,0% | 2,7 | 6,0 | 1,2 | 0,1 | 12,7 |

### Play-offy
| Sezon | Drużyna    | M  | S5 | MPG  | FG%   | 3P%   | FT%   | RPG | APG | SPG | BPG | PPG  |
| ----- | ---------- | -- | -- | ---- | ----- | ----- | ----- | --- | --- | --- | --- | ---- |
| 2010  | Denver     | 6  | 0  | 19,7 | 42,9% | 40,0% | 68,4% | 1,3 | 2,7 | 1,0 | 0,0 | 7,8  |
| 2011  | Denver     | 5  | 5  | 33,4 | 50,0% | 45,5% | 91,3% | 3,4 | 3,8 | 1,0 | 0,2 | 15,6 |
| 2012  | Denver     | 7  | 7  | 34,6 | 51,4% | 32,1% | 63,2% | 2,6 | 6,0 | 1,0 | 0,1 | 19,0 |
| 2013  | Denver     | 6  | 6  | 39,3 | 44,0% | 19,0% | 84,8% | 3,3 | 8,0 | 1,7 | 0,0 | 21,3 |
| 2016  | Indiana    | 7  | 0  | 10,6 | 33,3% | 0,0%  | 66,7% | 1,0 | 1,4 | 0,4 | 0,0 | 2,3  |
| 2018  | Washington | 5  | 0  | 19,2 | 34,6% | 62,5% | 100%  | 2,6 | 3,0 | 0,6 | 0,0 | 5,8  |
| Razem |            | 36 | 18 | 25,9 | 45,8% | 33,3% | 79,2% | 2,3 | 4,2 | 0,9 | 0,1 | 12,0 |